# Kena: Bridge of Spirits
Kena: Bridge of Spirits è un videogioco di azione-avventura sviluppato e pubblicato da Ember Lab. È uscito il 21 settembre 2021 per Microsoft Windows, PlayStation 4 e PlayStation 5 e il 15 agosto 2024 su Xbox One e Xbox Series X/S

## Modalità di gioco
Il gioco è un'avventura dinamica in terza persona, e permette di controllare Kena, una giovane ragazza nota come lo Spirito Guida, incaricata di radunare piccoli compagni spiriti noti come Rot. Nei combattimenti, Kena può usare il suo bastone per eseguire attacchi leggeri, pesanti e caricati; una volta potenziato, il bastone può trasformarsi in un arco (utilizzabile anche grazie al feedback aptico del DualSense) che, oltre ad attaccare i nemici, può fungere da rampino o colpire i cristalli per risolvere alcuni rompicapo. Per difendersi, Kena può usare i suoi impulsi, che fungono da scudo e possiedono una barra di salute che si svuota quando vengono attaccati; tale scudo serve anche a fornire indizi per risolvere gli enigmi e attivare qualche meccanismo, e una volta potenziato può anche permettere a Kena di lanciarsi in avanti, attraversando le barriere del Regno degli Spiriti, schivare alcuni attacchi (possibile attivando gli impulsi prima di un attacco), stordire un nemico e rendere corporei i nemici spirituali. Kena può usare anche le Bombe dello Spirito, usabili per far galleggiare rocce luccicanti valide come piattaforme o per attaccare i nemici.
I Rot, che Kena cerca e trova nel corso della sua avventura, possono essere indirizzati per completare incarichi come spostare oggetti, assumere determinati aspetti o distrarre il nemico, ma perché si uniscano alle battaglie, è necessario che il nemico subisca abbastanza danni, in modo che i Rot ottengano Coraggio. Dirigere un Rot per portare a termine un compito durante una lotta consumerà Coraggio, ripristinabile continuando ad attaccare i nemici e raccogliendo il Coraggio caduto a terra. I Rot possono essere personalizzati con diversi copricapi, sbloccabili utilizzando le gemme scoperte e raccolte nel corso dell'avventura. È inoltre possibile ottenere Karma completando alcuni incarichi e trovando oggetti da collezione, e spenderlo per sbloccare potenziamenti e abilità, come attacchi più potenti o uno scudo più forte. Nel mondo di Kena, il giocatore può scoprire la Posta Spirituale, utilizzabile per sbloccare aree all'interno del villaggio e liberare gli spiriti al suo interno. Sono inoltre presenti luoghi di meditazione, che aumentano la salute massima complessiva.

## Sviluppo
Kena: Bridge of Spirits è stato sviluppato da Ember Lab, uno studio indipendente di 14 persone che ha come base Los Angeles. Fondato nel 2009 dai fratelli Mike e Josh Grier, lo studio ha contribuito alla creazione di numerose pubblicità e applicazioni di marca. Questo gioco è considerato da Ember Lab il loro prossimo passo.
È stato annunciato l'11 giugno 2020 al PlayStation's Future of Gaming, ed è uscito il 21 settembre 2021 per Microsoft Windows, PlayStation 4 e PlayStation 5. Ha ricevuto un aggiornamento dei contenuti per il suo primo anniversario il 27 settembre 2022, aggiungendo il New Game+, opzioni per l'accessibilità, abiti per Kena, portafortuna equipaggiabili che modificano il gameplay e una nuova modalità di gioco chiamata "prove dello spirito guida".

## Accoglienza
| Testata                          | Versione | Giudizio |
| -------------------------------- | -------- | -------- |
| Metacritic (media al 10/10/2021) | PS5      | 80/100   |
| Metacritic (media al 10/10/2021) | PC       | 83/100   |
| Destructoid                      | PS5      | 8/10     |
| Game Informer                    | PS5      | 9/10     |
| GameRevolution                   | PS5      | 7/10     |
| GameSpot                         | PS5      | 9/10     |
| GamesRadar+                      | PS5      | 4/5      |
| IGN                              | PS5      | 8/10     |
| PC Gamer (US)                    | PC       | 65/100   |

Kena: Bridge of Spirits ha ricevuto giudizi favorevoli dalla critica, andando ad ottenere una media di valutazioni su Metacritic pari a 80 su 100 per la versione PS5 e 83 su 100 per la versione PC.